# Natural Selection
Natural Selection (с англ. — «Естественный отбор») — модификация на движке Half-Life (GoldSrc).

## Описание и особенности игры
В межвидовой борьбе участвуют Frontiersmen (космические пехотинцы) с одной стороны, и Kharaa (Чужие), с другой. Место действия: участок фронтира продвигающегося в космос человечества. Что-то вроде горнодобывающего комплекса или звездолета землян из сериала про Чужих. Действующие лица оттуда же: пехота и инопланетные твари. Оружие землян: нож, пистолет, автомат, дробовик, пулемет и ручной миномет, гранаты, мины и автоматические турели. А также тяжелая броня, реактивный ранец и поддержка командного центра. Инопланетяне (Aliens) способны мутировать в различных боевых монстров, которые кусают, плюются ядом, летают, бегают по стенам и потолку и заплетают коридоры паутиной. Игра содержит внушительный стратегический элемент и представляет собой гибрид FPS (шутер от 1-го лица) с RTS (стратегией в реальном времени). Из похожих игр выделяют Старкрафт — зерги (аналог Khara) против терранов (Frontiersmen соответственно). В процессе игры убитые игроки возрождаются на своей базе, таким образом, цель игры — уничтожить базу противника, достигнув тем самым окончательной победы. Основа стратегии (как для людей, так и для алиенов) — добыча ресурсов (нанопара) из гейзеров, располагающихся по всей карте. Элементами стратегии являются: грамотное расходование добытых ресурсов на исследование и изготовление новых боевых единиц, и строительство оборонительных построек, а также продвижение по карте, захват и контроль территорий и ключевых позиций.
Важный аспект игрового процесса за морпехов — командир (comander, COM). Командир — это один из морских пехотинцев (как правило, достаточно опытный игрок), который в начале игры занимает управляющий центр — командную консоль, откуда он получает возможность управлять действиями своей команды, как старкрафтер управляет своими юнитами (с учётом того, что здесь юниты — живые люди и на выполнение приказов влияет человеческий фактор). Командир закладывает строительство построек и ресурсо-добывающих башен (res tower, RT) которые потом строят пехотинцы, выдает мощное (и дорогостоящее) боевое оборудование наиболее ответственным игрокам, производит улучшения и исследования, осуществляет стратегическое планирование и непосредственную поддержку боевых операций пехоты. У алиенов командира нет.
Базой морпехов является командная консоль (comand console, CC) в сочетании с порталом (устройством, возвращающим к жизни убитых игроков) плюс прочие постройки по вкусу: комплексы автоматических турелей, армори — строение, раздающее боеприпасы и аптечки, радар для сканирования территории и обнаружения невидимого противника, постройки для апгрейдов оружия и амуниции. Баз, либо простых укрепрайонов-блокпостов (как правило, связанных друг с другом телепортами) может быть несколько.
Базами алиенов являются ульи. Изначально улей один, максимальное их количество — три, причем находиться они могут только в определенных местах на карте. От количества ульев напрямую зависит скорость возрождения убитых алиенов, доступность новых построек и апгрейдов, и новых видов атак. Любой алиен, в зависимости от имеющегося у него запаса ресурсов, может произвести доступные специализированные мутации, а также мутировать в один из доступных видов боевых тварей: горг (10 ресурсов), легк (30), фэйд (50), онос (75); скалк — изначальный вид всех алиенов. Горг, кроме того, может потратить ресурсы на строительство оборонительных и функциональных построек.
Все добытые командой алиенов ресурсы делятся поровну между игроками. Все ресурсы, добытые командой пехотинцев, складываются в общую копилку. Кроме того, за убийство одного противника выдается личный бонус — от 1 до 3 единиц ресурса.

### Режимы игры
Важно отметить также, что игра делится на 2 режима, отличающиеся между собой: COMBAT и CLASSIC.
Классическая игра (описанная выше) заключается в строительстве сооружений и добыче ресурсов. Названия таких игровых карт начинается с букв NS (например ns_hera).
Игра на Комбат карте, значительно отличается от стандартной. В ней у алиенов только 1 улей, а у маринов нет командира. Полностью отсутствуют ресурсы и их добыча. Все улучшения и мутации игроки проводят на заработанные индивидуально очки. Как только количество очков превышает определённое количество — игрок переходит на новый уровень, и получает «плюс». За каждый «плюс» можно купить улучшение своем игроку. Целью игры заключается как можно быстрее набрать высокий уровень, и разрушить вражеский Comand Console или Hive. Названия комбат карт начинается с букв CO (например co_pulse).
Отдельно выделяют «SIEGE» карты. Название произошло от «Siege Cannon» — спец. оружие маринов отвечающей за уничтожение построек алиенов, отличающееся огромной разрушительной силой. В начале игры каждой команде отведено 5 минут на строительство, по истечении которых открывается главная дверь, разделявшая карту на 2 стороны. Целью маринов стоит держать оборону у двери, пока не откроется другая дверь в «Siege room». Оттуда марины смогут быстро уничтожить ульи чужих. Алиены в свою очередь должны прорваться сквозь главную дверь. Карта отличается близко поставленными друг к другу ульями и контрастно быстрым началом жестоких боевых действий. Названия таких карт начинается на NS и обычно включает в себя слово Siege (например ns_siege003nsa).